# Josyp Slipyj
Josyp Ivanovyč Slipyj (in ucraino Йосип Іванович Сліпий?; in russo Ио́сиф Ива́нович Слипы́й?, Iósif Ivánovič Slipyj; Zazdrist', 17 febbraio 1892 – Roma, 7 settembre 1984) è stato un cardinale e arcivescovo cattolico ucraino.
Fu nominato cardinale della Chiesa cattolica da papa Paolo VI.

## Biografia

### Primi anni di vita e formazione
Josyp Ivanovyč Slipyj nacque nel villaggio di Zazdrist', in Galizia, oggi appartenente all'oblast' di Ternopil' e all'epoca facente parte dell'Impero austro-ungarico. Era figlio di Ivan Kobernyc'kyj Slipyj e di Anastasija Dychkovs'ka. Effettuò gli studi primari nel villaggio natale e quelli secondari a Ternopil'. Studiò poi al seminario greco-cattolico di Leopoli e all'Università di Innsbruck.
Il 21 settembre 1917 fu ordinato diacono e il 30 dello stesso mese fu ordinato presbitero dall'arcieparca Andrej Szeptycki. Dal 1920 al 1922 proseguì gli studi a Roma presso il Pontificio istituto orientale, il Pontificio istituto internazionale Angelicum, e la Pontificia Università Gregoriana. Terminati gli studi tornò a Leopoli che allora apparteneva alla Seconda Repubblica Polacca.
Dopo un breve incarico pastorale, nel 1922 divenne professore di teologia dogmatica presso il seminario di Santo Spirito a Leopoli. Nel 1926 divenne rettore del seminario e partecipò attivamente al suo sviluppo. Nel 1923 fondò la Società accademica teologica, della quale scrisse gli statuti e selezionò gli studiosi da ammettere. Nello stesso anno divenne redattore della rivista trimestrale di teologia. Il 14 aprile 1929 divenne il primo rettore dell'Accademia teologica di Leopoli, l'istituto predecessore dell'Università cattolica ucraina.
Nel 1926 divenne membro del consiglio di sorveglianza del Museo nazionale di Leopoli e nel 1931 vice presidente dell'Unione cattolica ucraina. A causa dei suoi meriti accademici e dello sviluppo attivo della vita culturale e religiosa ucraina divenne membro della Società scientifica "Ševčenko". In questo periodo fece numerosi viaggi di ricerca in Europa occidentale e in Terra santa e partecipò a congressi sindacali a Velegrad, Praga e Pinsk. Nel 1936 organizzò un congresso sindacale a Leopoli. In seguito entrò a far parte del Krylos, l'organo amministrativo del metropolita di Lviv-Halych e divenne arcidiacono personale del metropolita. In seguito venne promosso ad arciprete mitrato.

### Occupazione sovietica e nazista
Il 22 dicembre 1939 il sinodo della Chiesa greco-cattolica ucraina con la benedizione di papa Pio XII lo nominò arcivescovo coadiutore di Leopoli degli Ucraini e titolare di Serre. Ricevette l'ordinazione episcopale il 22 dicembre successivo in segretezza a causa della presenza sovietica e della situazione politica instabile dall'arcieparca metropolita di Leopoli degli Ucraini Andrej Szeptycki, coconsacranti il vescovo ausiliare di Leopoli degli Ucraini Nykyta Budka e il vescovo titolare di Lebedo Mykola Čarnec'kyj. Il 30 giugno 1941 sostenne l'atto di dichiarazione dello Stato ucraino promosso dall'Organizzazione dei nazionalisti ucraini. Szeptycki lo richiese a papa Pio XII come coadiutore con diritto di successione.
Il 1º novembre 1944, con la morte di monsignor Andrej Szeptycki, Slipyj gli succedette come arcieparca metropolita di Leopoli degli Ucraini e capo della Chiesa greco-cattolica ucraina.
Dopo che le truppe sovietiche riconquistarono Leopoli, Slipyj venne arrestato la notte dell'11 aprile 1945 insieme ad altri vescovi dal Commissariato del popolo per gli affari interni con l'accusa di collaborazionismo con il regime nazista. Questo fu il primo passo nella progettata liquidazione della Chiesa greco-cattolica ucraina da parte delle autorità sovietiche. Dopo essere stato incarcerato a Leopoli, Kiev e Mosca, un tribunale sovietico lo condannò a otto anni di lavori forzati in un gulag siberiano. Insieme a lui furono condannati per tradimento a lunghi periodi di carcere e lavori forzati anche i vescovi Hryhoryj Chomyšyn, Mykola Čarnec'kyj, Nykyta Budka e Ivan Ljatyševs'kyj.
A questo punto le autorità sovietiche convocarono forzatamente un gruppo di 216 sacerdoti e il 9 marzo 1946 nella cattedrale di San Giorgio venne aperto quello che passerà alla storia come sinodo di Leopoli. L'Unione di Brest, la dichiarazione in cui la Chiesa greco-cattolica ucraina entrò formalmente in comunione ecclesiastica con la Santa Sede venne revocata da questo sinodo. La Chiesa greco-cattolica ucraina rientrò così forzatamente nella Chiesa ortodossa russa. Monsignor Slipyj rifiutò ogni offerta di conversione all'ortodossia e subì nuove condanne. Nel 1953 venne condannato a cinque anni di lavori forzati in Siberia, nel 1958 a quattro anni e nel 1962 alla deportazione a vita in Mordovia. Rimase quindi imprigionato per 18 anni nei campi in Siberia e Mordovia.
Come afferma Mykola Posivnyč, Josyf Slipyj vide i suoi anni di prigionia come anni perduti. I migliori anni della sua vita in termini di produttività, Slipyj li dovette spendere tra criminali, investigatori e carcerieri. Nella prigionia si ammalò e si fratturò gli arti numerose volte.
Gli scritti elaborati da monsignor Slipyj in prigionia riuscirono comunque a circolare. Nel 1957 papa Pio XII gli inviò una lettera di congratulazioni per il 40º anniversario della sua ordinazione presbiterale. Questa venne però confiscata; inoltre monsignor Slipyj venne condannato ad altri sette anni di carcere per aver diffuso i suoi testi.

### Liberazione e arrivo a Roma
Il 23 gennaio 1963 l'amministrazione sovietica guidata da Nikita Chruščёv lo liberò a causa delle pressioni politiche esercitate da papa Giovanni XXIII e del presidente degli Stati Uniti John Fitzgerald Kennedy. Giunse a Roma il 9 febbraio 1963, in tempo per partecipare al Concilio Vaticano II. Prese residenza nella Città del Vaticano.
A partire dal 1963 molti vescovi ucraini cominciarono ad attribuire a monsignor Slipyj il titolo di patriarca. Sia papa Paolo VI che i suoi successori rifiutarono però di riconoscerglielo per motivi ecumenici. Il 23 dicembre 1963 papa Paolo VI lo nominò arcivescovo maggiore.
Papa Paolo VI lo elevò al rango di cardinale nel concistoro del 22 febbraio 1965. Ricevette la berretta rossa e il titolo di Sant'Atanasio il 25 febbraio 1965. Divenne così il quarto cardinale nella storia della Chiesa greco-cattolica ucraina.

### Riorganizzazione della vita della Chiesa greco-cattolica ucraina
Fin dal suo arrivo a Roma si sforzò di organizzare in autogestione la Chiesa greco-cattolica ucraina, guidata da un prelato con il rango patriarcale. Questa idea non venne però accolta dalla Santa Sede.
Negli anni 1968, 1970, 1973 e 1976 visitò diversi paesi europei, americani, asiatici e l'Australia per rafforzare i legami con i fedeli ucraini della diaspora e per rinvigorire la vita religiosa della Chiesa greco-cattolica ucraina all'estero. Partecipò ai congressi eucaristici internazionali di Bombay, Bogotà e Melbourne.
Nel 1977 consacrò vescovi Stepan Chmil', Ivan Choma e Ljubomyr Huzar. Le ordinazioni avvennero senza il mandata papale e fu un atto dimostrativo delle sue ambizioni patriarcali. Queste consacrazioni causarono molta inquietudine nella Curia romana, poiché le consacrazioni episcopali senza mandato papale sono considerate illegali nella legge canonica romana ma non nel diritto canonico orientale.
Come arcivescovo maggiore convocò numerosi sinodi della sua Chiesa. I più significativi si svolsero nel 1969, nel 1971 e nel 1973. Durante l'ultimo sinodo venne redatta la costituzione patriarcale della Chiesa greco-cattolica ucraina. Slipyj pubblicò le sue ordinanze nell'"Evangelario dell'arcivescovo maggiore del rito bizantino-ucraino" a partire dal 1964.
A Roma acquistò e ricostruì la chiesa dei Santi Sergio e Bacco. Nelle pertinenze dell'edificio vennero fondati un museo e un ospizio. Nel settembre del 1969 venne portata a termine anche la costruzione della basilica di Santa Sofia in via Boccea. In entrambe le chiese viene celebrata la divina liturgia secondo il rito bizantino.
Rivitalizzò anche la società scientifica teologica ucraina in esilio e ripristinò la pubblicazione del periodico "Bohoslovija" nel 1963 e della rivista "Dzvony" nel 1976. Nel 1963 organizzò la casa editrice accademica dell'Università cattolica ucraina a Roma.
Partecipò alla prima assemblea ordinaria del Sinodo dei vescovi tenutasi nella Città del Vaticano dal 29 settembre al 29 ottobre del 1967, alla prima assemblea straordinaria del Sinodo dei vescovi tenutasi nella Città del Vaticano dall'11 al 28 ottobre del 1969 e alla seconda assemblea ordinaria del Sinodo dei vescovi tenutasi nella Città del Vaticano dal 30 settembre al 6 novembre del 1971. Il 17 febbraio 1972 compì 80 anni ed uscì dal novero dei cardinali elettori. In seguito partecipò alla terza assemblea ordinaria del Sinodo dei vescovi tenatosi nella Città del Vaticano dal 27 settembre al 26 ottobre del 1974, alla quarta assemblea ordinaria del Sinodo dei vescovi tenutosi nella Città del Vaticano dal 30 settembre al 29 ottobre del 1977 e alla quinta assemblea ordinaria del Sinodo dei vescovi tenutasi nella Città del Vaticano dal 26 settembre al 25 ottobre del 1980. Il perdurante rifiuto di papa Paolo VI e di papa Giovanni Paolo II di riconoscergli il titolo patriarcale rese talvolta tese le sue relazioni con la Santa Sede.

### Morte e funerale
Morì nel suo appartamento all'Università cattolica ucraina a Roma nella tarda mattinata di venerdì 7 settembre 1984 per una polmonite. Prima di partire per il suo viaggio apostolico in Canada, papa Giovanni Paolo II visitò la sua camera ardente allestita presso la basilica di Santa Sofia. Le esequie si tennero nello stesso edificio mercoledì 12 settembre e videro la partecipazione di membri della gerarchia cattolica ucraina guidati dal nuovo arcivescovo maggiore Myroslav Ivan Ljubačivs'kyj. Il giorno successivo venne celebrata una liturgia pontificale solenne di quattro ore con la partecipazione di più di settecento sacerdoti, dell'arcivescovo maggiore Myroslav Ivan Ljubačivs'kyj, che pronunciò l'elogio funebre, di monsignor Myroslav Marusyn, segretario della Congregazione per le Chiese orientali, che parlò in italiano, e del cardinale Carlo Confalonieri, decano del Collegio cardinalizio che in rappresentanza del papa pronunciò un'eulogia e impartì l'assoluzione finale. Erano presenti anche Jaroslav Stec'ko, leader dell'Organizzazione dei nazionalisti ucraini, e Mykola Livyc'kyj, presidente del Consiglio nazionale ucraino, così come i rappresentanti di diversi partiti politici. Il corpo del cardinale venne inizialmente tumulato nella cripta della basilica di Santa Sofia a Roma. Quando il corpo venne estumulato dal loculo venne trovato incorrotto e quindi posizionato in una bara di vetro nella stessa cripta. Il governo ucraino lo riabilitò ufficialmente il 17 aprile 1991. Il suo corpo fu quindi trasferito a Leopoli il 27 agosto 1992 e sepolto nella cripta della cattedrale di San Giorgio, accanto a monsignor Andrej Szeptycki, il 7 settembre successivo.
È in corso la causa per la sua beatificazione.

## Interessi intellettuali
Nel suo lavoro di ricerca si concentrò sul ravvicinamento del pensiero di San Tommaso d'Aquino alle esigenze della teologia orientale. Scrisse una serie di opere dogmatiche sull'importanza della Santissima Trinità, sull'origine dello Spirito Santo e sui sacramenti. Scrisse anche libri di argomento storico ed ecumenico. Tra il 1968 e il 1976 tutte le sue opere vennero raccolte e pubblicate dall'Università cattolica ucraina a Roma.

## Onorificenze
- Membro onorario della Società scientifica "Ševčenko" dal 1964.
- Membro dell'Accademia tiberina di Roma dal 1965.
- Dottorato onorario della Libera Università Ucraina di Monaco di Baviera nel 1969.
- Moneta commemorativa da due grivnie emessa della Banca nazionale d'Ucraina nel 2017.

## Commemorazioni

### Monumenti e targhe commemorative

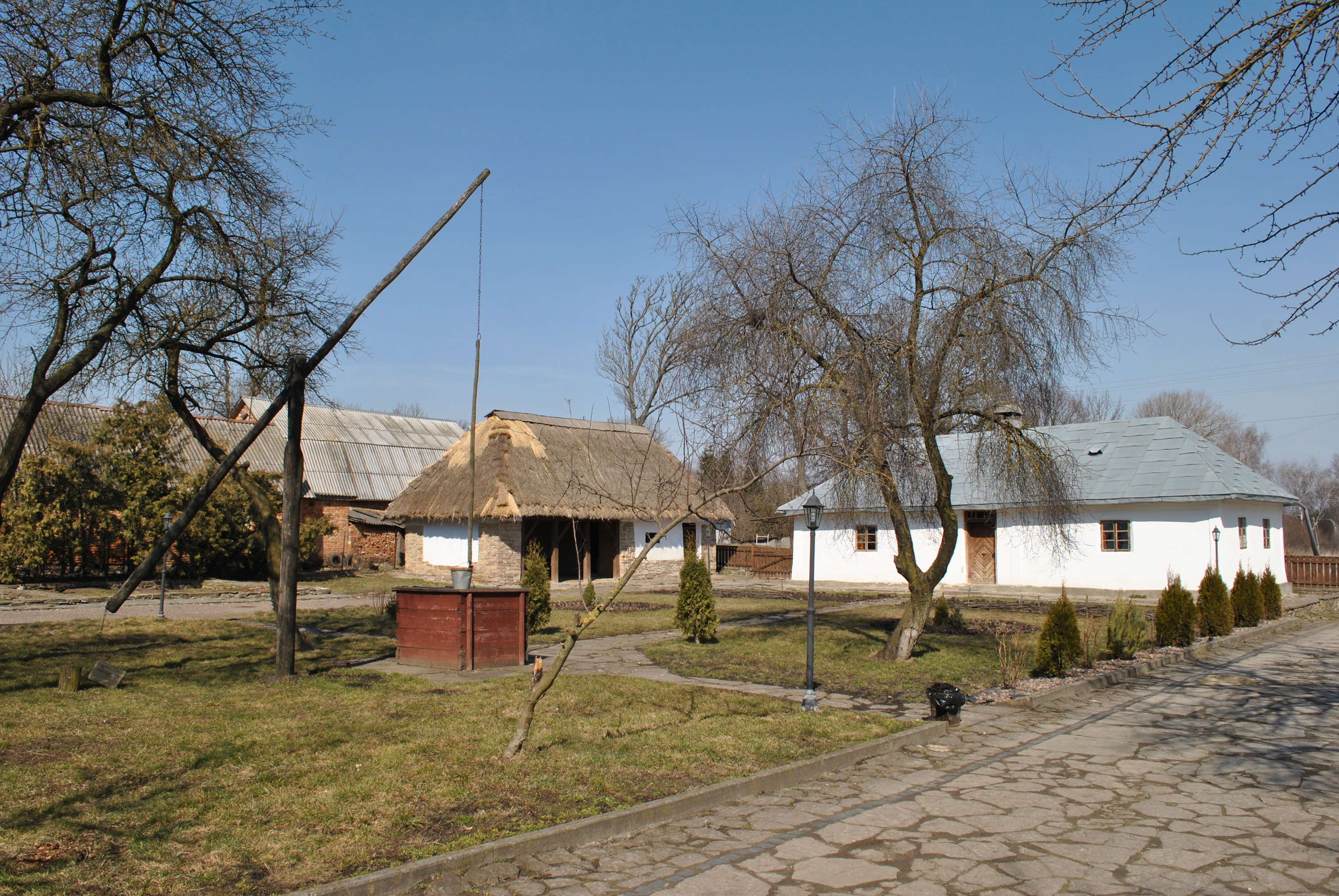
Casa museo del cardinale

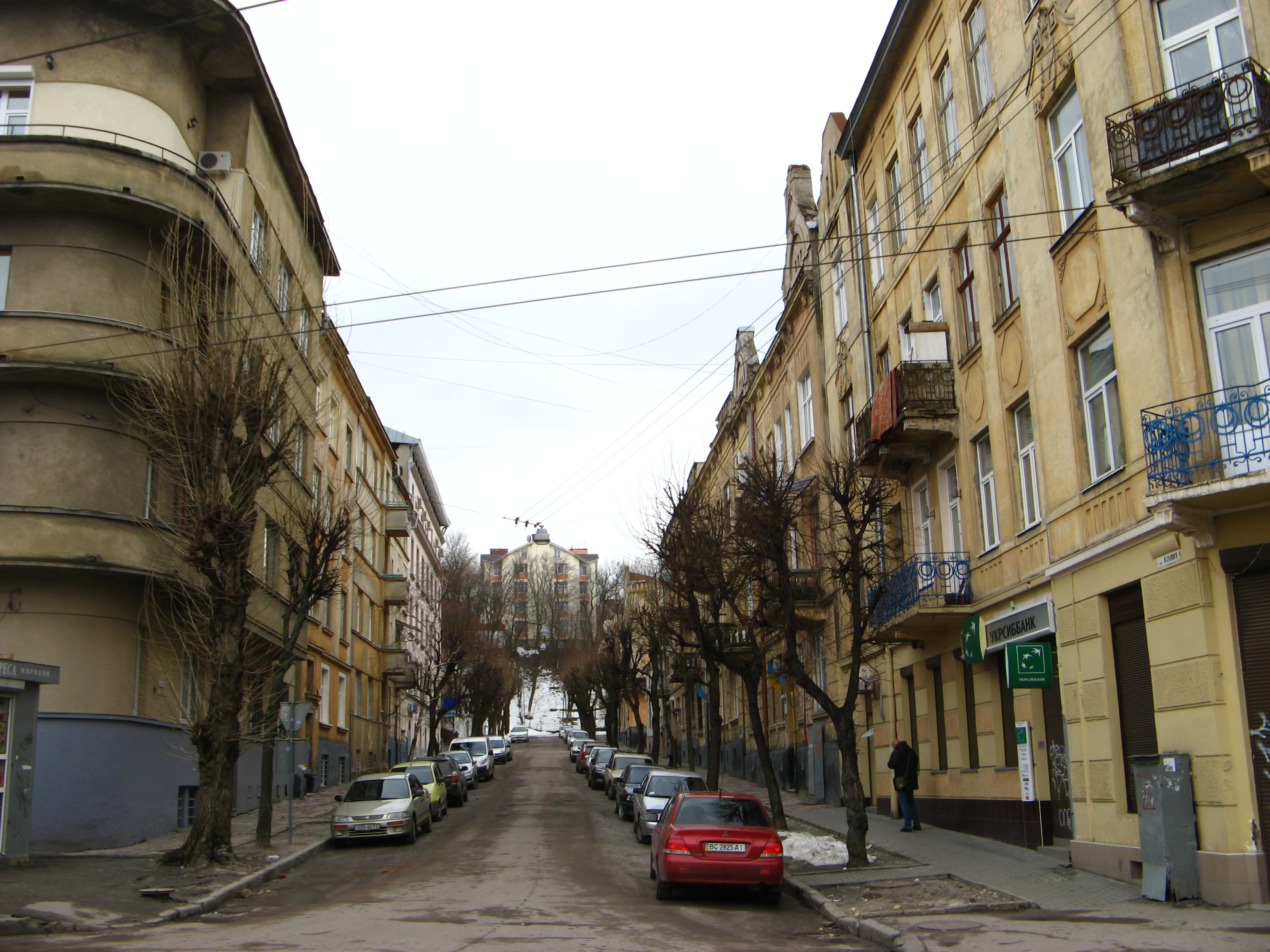
Via Josyp Slipyj a Leopoli

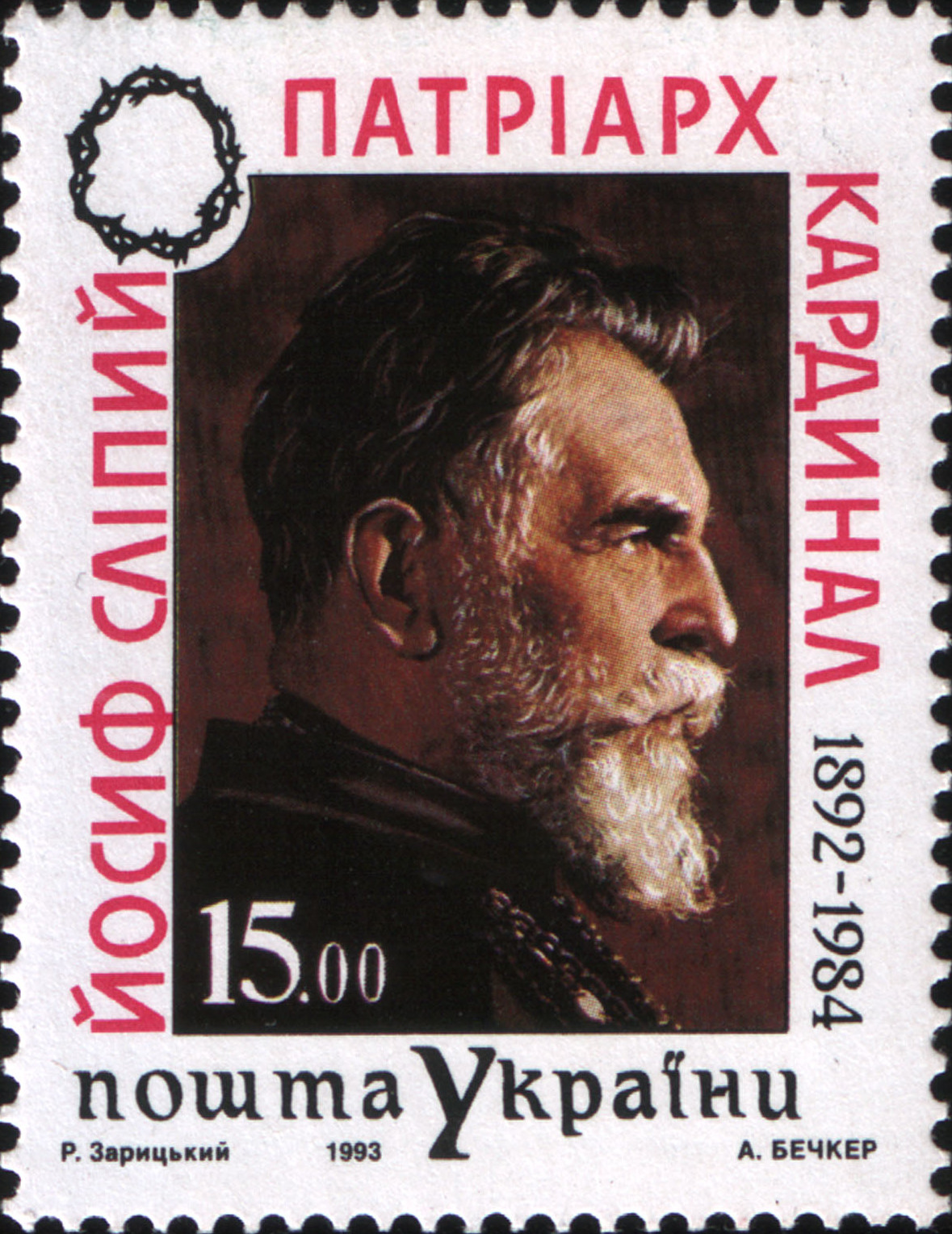
Francobollo a lui dedicato

- In onore del centesimo anniversario della sua nascita vennero collocati un monumento (nel 1992) e un busto commemorativo (nel 1994) nella sua casa natale a Zazdrist'.
- Nel 2004 venne installato un monumento a lui dedicato davanti alla cattedrale greco-cattolica di Ternopil'. Esso venne svelato e benedetto dal cardinale Ljubomyr Huzar.
- Un bassorilievo con una targa commemorativa venne installato sulla parete laterale dell'ufficio postale di Leopoli in via Copernico.
- Nel 2005 venne installata una targa commemorativa a Charkiv. Nel 2010 essa venne smantellata su ordine del consiglio locale per essere reinstallata nel 2011.

### Musei
- Nel 1997 venne inaugurato un museo a lui dedicato presso l'Accademia teologica di Leopoli, oggi Università cattolica ucraina.
- Nel 1998 venne inaugurato il complesso del museo memoriale "Patriarca Josyp Slipyj" nella sua casa natale a Zazdrist'.

### Istituzioni
Gli sono intitolati sia il seminario dell'arcieparchia di Ternopil'-Zboriv a Velyka Berezovycija che il collegio comunale di Ternopil'.

### Strade
Diverse città ucraine gli hanno dedicato una strada. Tra esse: Leopoli, Ternopil', Ivano-Frankivs'k e Kolomyja.

### Eventi commemorativi
La Chiesa greco-cattolica ucraina dedicò l'anno 2002 alla commemorazione del 110º anniversario della nascita del cardinale Josyp Slipyj. In questa occasione in luglio si svolse un pellegrinaggio a Zarvanycja che vide la partecipazione di 200 000 pellegrini provenienti da varie parti dell'Ucraina, dal Canada e dagli Stati Uniti d'America.
Il 22 marzo 2012 il parlamento ucraino emise un ordine per commemorare il 120º anniversario della nascita del cardinale Josyp Slipyj. Il parlamento suggerì al governo di istituire un comitato organizzativo che sviluppasse un programma di eventi per onorare l'anniversario a livello statale. Il parlamento propose anche di ripubblicare le opere del cardinale, di organizzare una conferenza a Kiev sul tema "Il ruolo del patriarca Josyf Slipyj nella creazione dello stato ucraino e nella formazione dell'identità nazionale del popolo ucraino" e di avviare misure per preservare e restaurare gli oggetti legati alle attività del cardinale. La Banca nazionale d'Ucraina emise una moneta commemorativa della serie "ucraini preminenti" dedicata al cardinale. Il servizio postale ucraino emise un francobollo a lui dedicato.
Per commemorare il 125º anniversario della sua nascita il consiglio regionale di Leopoli gli dedicò l'anno 2017.

## Nella cultura di massa
Sembra probabile che la storia del cardinale Slipyj abbia ispirato lo scrittore australiano Morris West per il romanzo Nei panni di Pietro. Il protagonista dell'opera è Kiril Pavlovich Lakota, arcieparca metropolita di Leopoli, liberato dal premier sovietico dopo diciassette anni in un campo di lavoro siberiano. Egli viene mandato a Roma dove un papa anziano lo crea cardinale. Il pontefice muore, Lakota si ritrova eletto papa e prende il nome di Cirillo.
Nonostante le somiglianze, non è chiaro in che misura Morris West si sia ispirato alla figura del cardinale Slipyj o a quella del vescovo Hryhorij Lakota (morto nel 1950 in un gulag) come modello per il suo personaggio. Il libro inizia con una dichiarazione di responsabilità: "Questo è un libro di un periodo fittizio, popolato da personaggi fittizi e nessun riferimento è destinato a qualsiasi persona vivente, sia nella Chiesa che fuori di essa". Secondo l'editore, Nei panni di Pietro è stato scritto tra il marzo del 1961 e l'agosto del 1962, quindi prima della liberazione di monsignor Slipyj.
La novità di un papa ucraino al tempo della crisi dei missili di Cuba e della guerra fredda ebbe molto successo e il New York Times lo inserì nella lista dei best seller. Occupò anche la prima posizione nella classifica dei best seller della rivista Publishers Weekly. Il successo del libro diede maggiore fama anche a monsignor Slipyj.
La versione cinematografica del romanzo, L'uomo venuto dal Kremlino, nelle sale nel 1968, vide Anthony Quinn nei panni di papa Cirillo e Laurence Olivier in quelli del premier militare Piotr Ilyich Kamenev. Ricevette la nomina a due Premi Oscar.
Alcuni considerano oggi Nei panni di Pietro come anticipatore di quindici anni dell'elezione a papa del cardinale Karol Józef Wojtyła, il primo pontefice slavo e proveniente da una nazione comunista. Venne notata anche la similitudine dei nomi di Kiril/Karol.

## Genealogia episcopale e successione apostolica
La genealogia episcopale è:
- Patriarca Geremia II Tranos
- Arcivescovo Michal Rahoza
- Arcivescovo Hipacy Pociej
- Arcivescovo Iosif Rucki
- Arcivescovo Antin Selava
- Arcivescovo Havryil Kolenda
- Arcivescovo Kyprian Žochovs'kyj
- Arcivescovo Lev Zaleski
- Arcivescovo Jurij Vynnyc'kyj
- Arcivescovo Luka Lev Kiszka
- Vescovo György Bizánczy
- Vescovo Inocențiu Micu-Klein, O.S.B.M.
- Vescovo Mihály Emánuel Olsavszky, O.S.B.M.
- Vescovo Vasilije Božičković, O.S.B.M.
- Vescovo Grigore Maior, O.S.B.M.
- Vescovo Ioan Bob
- Vescovo Samuel Vulcan
- Vescovo Ioan Lemeni
- Arcivescovo Spyrydon Lytvynovyč
- Arcivescovo Josyf Sembratowicz
- Cardinale Sylwester Sembratowicz
- Arcivescovo Julian Kuiłovskyi
- Arcivescovo Andrej Szeptycki, O.S.B.M.
- Cardinale Josyp Ivanovyč Slipyj

La successione apostolica è:
- Vescovo Vasyl' Vsevolod Velyčkovs'kyj, C.SS.R. (1963)
- Arcivescovo Joakim Segedi (1963)
- Vescovo Stepan Chmil', S.D.B. (1977)
- Vescovo Ivan Choma (1977)
- Cardinale Ljubomyr Huzar, M.S.U. (1977)
- Vescovo Innocent Hilarion Lotocky, O.S.B.M. (1981)
- Arcivescovo Stephen Sulyk (1981)
- Vescovo Michel Hrynchyshyn, C.SS.R. (1983)